# Breese (Alemanha)
Breese é um município da Alemanha, situado no distrito de Prignitz, no estado de Brandemburgo. Tem 6,31 km² de área, e sua população em 2019 foi estimada em 1.504 habitantes.